# Campylopus rosulatus
Campylopus rosulatus là một loài rêu trong họ Dicranaceae. Loài này được Hampe Mitt. mô tả khoa học đầu tiên năm 1869.